# Chistobot (episodio de South Park)
«Chistobot» («Funnybot» como título original) es el segundo episodio de la decimoquinta temporada de la serie animada South Park, y el episodio N.º 211 en general, escrito y dirigido por el cocreador de la serie Trey Parker. El episodio se estrenó en Comedy Central el 4 de mayo de 2011 en Estados Unidos. El episodio se trata de un robot comediante parecido a los daleks de la serie Doctor Who que parodia los chistes de Tyler Perry y la muerte de Osama Bin Laden

## Trama
Jimmy Vulmer es nominado para la ceremonia de los premios de la comedia, se encargó de repartir afiches de votación a sus compañeros de la escuela, y además de ser el presentador del evento, las categorías son:
- El más chistoso de la escuela
- Mejor actor de comedia
- El discurso más chistoso
- Los menos graciosos del mundo
- Premio Kathy Griffin, entre otros

Casi todos los ganadores de cada categoría no se presentaron, por lo que Jimmy toma los premios de cada uno, a excepción del premio Kathy Griffin cuyo ganador Tyler Perry recibió su premio. Los alemanes quienes fueron los ganadores de la categoría “Los menos graciosos del mundo”, se mostraron descontentos ya que son los mejores comediantes del mundo, al día siguiente, los alemanes aún furiosos llegaron a la escuela de South Park para demostrar que cuentan buenos chistes, Eric Cartman intenta calmar a los alemanes con un chiste antisemita de Kyle, el resultado no funcionó y los alemanes presentan de una vez por todas el “Chistobot XJ-212” un robot creado por la ingeniería alemana programado para hacer comedia, una vez comprobado por los estudiantes, el presidente alemán ordena a los alumnos que vuelvan a votar.
Chistobot se hizo presente en todo el estado de Colorado apareciendo en diferentes medios de comunicación, cuenta chistes en tono robótico. Mientras tanto, comediantes como Adam Sandler y Jay Leno estaban muy molestos con los estudiantes acusándolos de culpables por desempleo, los tomaron de rehén y Kyle con su pandilla buscarán una forma de arreglar la situación. En un stand-up del teatro, Chistobot hace su monólogo, pero de repente, saca de sus manos dos cañones giratorios procediendo a matar a casi todo el público presente, considerando el mejor chiste de todos, y en los noticieros reporteros dan por hecho que Chistobot se convierte en el mejor comediante del mundo.
Stan, Kyle, Eric y Jimmy llegaron al teatro para detener a Chistobot, ya que planea destruir la civilización y el mundo con su último chiste, entonces Chistobot se dirige a los ordenadores centrales de defensa tanto de Estados Unidos como Rusia para preparar los misiles nucleares de ambos países, los chicos no pueden detener a Chistobot debido a un mecanismo electromagnético que tiene de defensa, sin embargo, Kyle recuerda que los robots pueden ser confundidos por una paradoja lógica, luego Jimmy otorga a Chistobot con un premio como el mejor comediante, causando una confusión de programación, ya que aceptando el premio se toma en serio la comedia, y luego ya no sería un comediante, en instantes Chistobot empezó a producir un corto circuito en su sistema y finalmente se ha desactivado por completo.
Rápidamente, los chicos llevan una caja de madera a un depósito de chatarras con la presencia de los comediantes y el presidente Barack Obama, el alemán dio orden de cubrir la caja con varias capas metálicas sobre una plataforma llevando al fondo del pozo y rellenando con hormigón. Chistobot ha comprendido que la comedia está destinada, al rato, se revela que Tyler Perry es quien está encerrado en la caja. Jimmy aprendió la lección y prometió que no habrá los premios de comedia para el próximo año, Eric termina diciendo ¿O tal vez si?, por lo que la historia podría repetirse.